# Sotto terra
Sotto terra è un romanzo di Jeffery Deaver, scrittore statunitense. Si tratta del primo romanzo del ciclo di John Pellam. Nel 2006 viene pubblicato per la prima volta in Italia.

## Trama
Narra le vicende di John Pellam, ex regista, finito a fare il location scout, a causa problemi legati allo spaccio di stupefacenti che hanno portato alla morte di un attore. Viaggia per gli Stati Uniti con il suo camper insieme al collega Marty. A Cleary, una piccola cittadina nello Stato di New York, scelta per girare il prossimo film, Marty viene ucciso in circostanze misteriose. Il sindaco di Cleary nega l'autorizzazione per girare il film.
Pellam, a causa di questi fatti, perde il lavoro, ma non vuole andarsene finché non avrà scoperto tutta la verità sulla morte del collega. Dovrà lottare contro chi, a Cleary, vuole che lasci la città al più presto, cercando di accusarlo per quanto accaduto.

## Edizioni
- Jeffery Deaver, Sotto terra, traduzione di Cristiana Astori, collana Romanzi e racconti, Sonzogno, 2006,  p. 359, ISBN 88-454-1310-1.